# Station Montescourt
Station Montescourt is een spoorwegstation in de Franse gemeente Montescourt-Lizerolles aan de spoorlijn Creil - Jeumont. Het wordt bediend door de treinen van de TER Picardie.